# کانتون بانیوس
کانتون بانیوس (به اسپانیایی: Cantón Baños) یک منطقهٔ مسکونی در اکوادور است که در استان تونگوراهوا واقع شده‌است.